# Seznam dílů seriálu Power Players
Toto je seznam dílů seriálu Power Players. Americko-francouzský počítačem animovaný televizní seriál Power Players měl v USA premiéru 21. září 2019. Ve Francii měl seriál premiéru 28. března 2020 na stanici France 4 a v Česku 25. května 2020 na Cartoon Network.

## Přehled řad
| Řada | Díly          | Premiéra v USA | Premiéra v USA | Premiéra ve Francii | Premiéra ve Francii | Premiéra v ČR   | Premiéra v ČR |
| Řada | Díly          | První díl      | Poslední díl   | První díl           | Poslední díl        | První díl       | Poslední díl  |
| ---- | ------------- | -------------- | -------------- | ------------------- | ------------------- | --------------- | ------------- |
| 1    | 78            | 21. září 2019  | bude oznámeno  | 28. března 2020     | bude oznámeno       | 25. května 2020 | bude oznámeno |
| 2    | bude oznámeno | bude oznámeno  | bude oznámeno  | bude oznámeno       | bude oznámeno       | bude oznámeno   | bude oznámeno |

## Seznam dílů

### První řada (2019–2020)
| Č. v seriálu | Č. v řadě | Původní název                                       | Český název            | Režie         | Scénář                                                       | Původní premiéra               | Premiéra v ČR   |
| --- | --------- | --------------------------------------------------- | ---------------------- | ------------- | ------------------------------------------------------------ | ------------------------------ | --------------- |
| 1–2 | 12        | Unboxing Origines                                   | Z bedny ven            | Tarik Hamdine | námět: Man of Action a Jeremy Zag scénář: Michaël Delachenal | 21. září 2019 28. března 2020  | 25. května 2020 |
| První část: Axel pronikne to strýčkovy tajné laboratoře ve sklepě a omylem do světa vypustí živé hračky. Odpadlíka Madcapa a celou partu superhraček, které ho chtějí zastavit.Druhá část: Axel zjistí, že se dokáže proměnit v hračku a spojí se se skupinou dalších hraček proti Madcapovi, který chce ukrást baterii s minergií. |           |                                                     |                        |               |                                                              |                                |                 |
| 3 | 3         | Attack Of The Thermometron 9000 Dérèglement         | Útok Termometronu 9000 | Tarik Hamdine | námět: A.J. Marchisello scénář: Simon Lecocq                 | 28. září 2019 4. dubna 2020    | 1. června 2020  |
| Axel musí přesvědčit Galilea a Bobbie Blobby, aby vypnuli zblázněný termostat, kterého před tím vylepšil Loudobot. V jedné části domu je totiž extrémně horko a jinde zase zima. |           |                                                     |                        |               |                                                              |                                |                 |
| 4 | 4         | The Dynamo Dynamic Une équipe soudée                | Dynamika Dynama        | Tarik Hamdine | námět: Marcus Rinehart scénář: Michaël Delachenal            | 28. září 2019 11. dubna 2020   | 27. května 2020 |
| Serža s Maskem se předhánějí, co je důležitější v boji - zbraň a nebo ten, kdo ji drží. Po útoku Dynama se však usmíří! |           |                                                     |                        |               |                                                              |                                |                 |
| 5 | 5         | Access Denied Accès refusé                          | Přístup zamítnut       | Tarik Hamdine | námět: Man of Action scénář: Simon Lecocq                    | 5. října 2019 28. března 2020  | 29. května 2020 |
| Zatímco se Axel s partou snaží přijít na to, co je Seržovou tajnou zbraní, jsou vyhozeni z domu nově vylepšeným bezpečnostním systémem a musí se probojovat zpátky dřív, než se tam dostane Madcap. |           |                                                     |                        |               |                                                              |                                |                 |
| 6 | 6         | Swing Set Jet Set Troc de choc                      | Rakety extra           | Tarik Hamdine | námět: A.J. Marchisello scénář: Michaël Delachenal           | 5. října 2019 4. dubna 2020    | 26. května 2020 |
| Axel s partou bojuje proti princezně Cukrsolce, která třímá Baribarovo kladivo poté, co ho Galileo tajně vyměnil za svůj raketový batoh. |           |                                                     |                        |               |                                                              |                                |                 |
| 7 | 7         | Side Kicked Coéquipière d'un jour                   | Pomocnice              | Tarik Hamdine | námět: Marcus Rinehart scénář: Michaël Delachenal            | 12. října 2019                 | 27. května 2020 |
| Zoe si vytvoří vlastní bojový oblek, aby se mohla přidat k Axelově partě. Jediný problém? Neumí se zmenšit. I přes svoji velikosti ale pomáhá Axelovi proti Pyrantovi a jeho armádě mysl ovládajících dronů. |           |                                                     |                        |               |                                                              |                                |                 |
| 8 | 8         | Porcupunk Rock Porképunk rock                       | Porcupunk válí         | Tarik Hamdine | bude oznámeno                                                | 12. října 2019                 | 8. června 2020  |
| Madcap musí poprosit o pomoc Axela s partou, když hrozí, že mu zvukově vylepšený Porcupunk zbourá celou skrýš. |           |                                                     |                        |               |                                                              |                                |                 |
| 9 | 9         | All Trick No Treat Un bonbon ou une farce           | bude oznámeno          | Tarik Hamdine | bude oznámeno                                                | 19. října 2019 2. května 2020  | bude oznámeno   |
| 10 | 10        | Iced Out Briser la glace                            | Zamrzlí                | Tarik Hamdine | bude oznámeno                                                | 19. října 2019 18. dubna 2020  | 5. června 2020  |
| Madcapův nejnovější poskok Ledoborec zmrazí celé město a vyzve Axela s partou na hokejový zápas. A pokud prohrají, nastane další doba ledová! |           |                                                     |                        |               |                                                              |                                |                 |
| 11 | 11        | Gathering Dark Dans le noir                         | V temnotě              | Tarik Hamdine | bude oznámeno                                                | 26. října 2019 2. května 2020  | 9. června 2020  |
| Axel musí pomoci Baribarovi překonat jeho tajný strach ze tmy, aby mu Dynamo neukradl jeho nově vytuněné vozítko. |           |                                                     |                        |               |                                                              |                                |                 |
| 12 | 12        | Bobbie Not Blobby C'est du propre                   | Bránění bez Bobbie     | Tarik Hamdine | bude oznámeno                                                | 26. října 2019 11. dubna 2020  | 3. června 2020  |
| Axel zjistí, že viníkem ztráty obrněného obleku Bobbíe Blobby je Masko, který ho jen chtěl zbavit zaschlé plastelíny. Oblek však padne do rukou (nebo chapadel) doktora Nautila, který s ním chce zaplavit kanály pod městem. |           |                                                     |                        |               |                                                              |                                |                 |
| 13 | 13        | Sand Trap Piège de sable                            | bude oznámeno          | Tarik Hamdine | bude oznámeno                                                | 19. ledna 2020 11. dubna 2020  | bude oznámeno   |
| 14 | 14        | Dodge City Touché!                                  | bude oznámeno          | Tarik Hamdine | bude oznámeno                                                | 19. ledna 2020 25. dubna 2020  | bude oznámeno   |
| 15 | 15        | The Best Team La meilleure équipe                   | bude oznámeno          | Tarik Hamdine | bude oznámeno                                                | 26. ledna 2020 6. června 2020  | bude oznámeno   |
| 16 | 16        | Joyride Ronin                                       | Joyride                | Tarik Hamdine | bude oznámeno                                                | 26. ledna 2020 11. dubna 2020  | 2. června 2020  |
| Na bazarovém výprodeji se strejdou Andrewem musí Axel se Zoe zastavit Madcapa, který chce udělat ze Zoeiny dlouho ztracené bojové hračky, Joyride, jejich nepřítele! |           |                                                     |                        |               |                                                              |                                |                 |
| 17 | 17        | Savage Axel Instinct primaire                       | Divoký Axel            | Tarik Hamdine | bude oznámeno                                                | 2. února 2020                  | 5. června 2020  |
| Baribar učí Axela jak v sobě probudit primitivní instinkty, zatímco Orangutank chce osvobodit přírodu a hází květiny v květináčích nejrůznějších velikostí na nevinné kolemjdoucí pod sebou! |           |                                                     |                        |               |                                                              |                                |                 |
| 18 | 18        | The Scratch Pack Le Gratte Pack                     | bude oznámeno          | Tarik Hamdine | bude oznámeno                                                | 2. února 2020                  | bude oznámeno   |
| 19 | 19        | Knockout Chut!                                      | Uzemňovač              | Tarik Hamdine | bude oznámeno                                                | 9. února 2020 18. dubna 2020   | 2. června 2020  |
| Axel a Masko se ze všech sil snaží nevzbudit strejdu Andrewa a při tom zastavit Orangutanka, který chce ukrást jeho poslední vynález: uzemňovač. |           |                                                     |                        |               |                                                              |                                |                 |
| 20 | 20        | Sarge in Charge Piège dans la jungle                | Serža na průzkumu      | Tarik Hamdine | bude oznámeno                                                | 9. února 2020 4. dubna 2020    | 3. června 2020  |
| Axel s partou musí zachránit Seržu, který se vydal na průzkum do zahrady. Tu se ale Orangutank rozhodl přeměnit na svou osobní temnou džungli. |           |                                                     |                        |               |                                                              |                                |                 |
| 21 | 21        | The Other Side Dans l'autre camp                    | Temná strana           | Tarik Hamdine | bude oznámeno                                                | 23. února 2020 25. dubna 2020  | 4. června 2020  |
| Axel musí zachránit Bobbie Blobby ze spárů Madcapa, do jehož tábora přeběhla poté, co si zní parta utahovala. |           |                                                     |                        |               |                                                              |                                |                 |
| 22 | 22        | Bare-Knuckle Brawl Un barbare tout doux             | Souboj na medvědy      | Tarik Hamdine | bude oznámeno                                                | 23. února 2020 18. dubna 2020  | 29. května 2020 |
| Axel se musí spojit s Baribarem, aby zastavil Madcapa, který proměnil Lukovy plyšové medvídky na neporazitelnou armádu. |           |                                                     |                        |               |                                                              |                                |                 |
| 23 | 23        | Saving Private Masko Il faut sauver le soldat Masko | Zachraňte vojína Maska | Tarik Hamdine | bude oznámeno                                                | 1. března 2020 13. června 2020 | 9. června 2020  |
| Masko si vezme k srdci Axelovo přáni, aby byl disciplinovanější a během vojenského výcviku přijde o vlastní identitu. Stává se pouhým vojákem, který tupě poslouchá rozkazy, a který je rozhodnut, že sám porazí Madcapa! |           |                                                     |                        |               |                                                              |                                |                 |
| 24 | 24        | On Your Toes Tu tires ou tu pointes?                | Po špičkách            | Tarik Hamdine | bude oznámeno                                                | 1. března 2020 9. května 2020  | 1. června 2020  |
| Když Axel zahlédne Porucupunka, vydá se na průzkum, aby ho našel a postupně zjišťuje, že je to jen honba za přeludy, kterou tajně zosnoval Serža, protože nechce, aby se parta dozvěděla o jeho novém koníčku. |           |                                                     |                        |               |                                                              |                                |                 |
| 25 | 25        | Friend Wars                                         | bude oznámeno          | Tarik Hamdine | bude oznámeno                                                | 15. března 2020                | bude oznámeno   |
| 26 | 26        | The Slobot is No Bot of Mine À chacun son rythme    | Bota jednoho Loudobota | Tarik Hamdine | bude oznámeno                                                | 15. března 2020                | 26. května 2020 |
| Axel a parta mezi sebou soutěží, aby poměřili své schopnosti, sílu a výdrž. Když je však Loudobot přezírán, rozdělí se do tří samostatných robotů, z nichž každý má vlastní nepřátelskou osobnost. |           |                                                     |                        |               |                                                              |                                |                 |
| 27 | 27        | Bowling for Balllers En piste!                      | bude oznámeno          | Tarik Hamdine | bude oznámeno                                                | 22. března 2020 4. dubna 2020  | bude oznámeno   |
| 28 | 28        | Countdown                                           | bude oznámeno          | Tarik Hamdine | bude oznámeno                                                | 22. března 2020                | bude oznámeno   |
| 29 | 29        | Joke's on You, Bro Je t'ai eu!                      | bude oznámeno          | Tarik Hamdine | bude oznámeno                                                | 29. března 2020                | bude oznámeno   |
| 30 | 30        | Out of My Head Une drôle de tête                    | S jinou hlavou         | Tarik Hamdine | bude oznámeno                                                | 29. března 2020                | 28. května 2020 |
| Axel musí pomoci Seržovi a Bobbie, naučit se bojovat jako ten druhý, protože jim Luka nevědomky prohodil hlavy! |           |                                                     |                        |               |                                                              |                                |                 |
| 31 | 31        | Freeze!                                             | bude oznámeno          | Tarik Hamdine | bude oznámeno                                                | 5. dubna 2020                  | bude oznámeno   |
| 32 | 32        | King Axel Le roi Axel                               | Král Axel              | Tarik Hamdine | bude oznámeno                                                | 5. dubna 2020 18. dubna 2020   | 4. června 2020  |
| Když se Axel dokouká na příběh o králi Artušovi, pozvedne svůj meč a prohlásí se za krále. Dynamo však využije magnetismu, jeho meč mu sebere a jediný, kdo ho může zase pozvednout je Masko. To vnese do party pochyby o tom, kdo je vlastně skutečný vůdce.                                                                       |           |                                                     |                        |               |                                                              |                                |                 |
| 33 | 33        | The Trojan Bear Le nounours de Troie                | bude oznámeno          | Tarik Hamdine | bude oznámeno                                                | 12. dubna 2020                 | bude oznámeno   |
| 34 | 34        | Thrist for Power                                    | Touha po moci          | Tarik Hamdine | bude oznámeno                                                | 12. dubna 2020                 | 28. května 2020 |
| Axel s partou se na palubě Joyrida střetává s pirátskou lodí doktora Nautila, který poškodil městský vodovod, snaží se zaplatit stoky a sám se stát Admirálem Nautilem. |           |                                                     |                        |               |                                                              |                                |                 |
| 35 | 35        | Party On Prêts pour la fête                         | bude oznámeno          | Tarik Hamdine | bude oznámeno                                                | 19. dubna 2020 13. června 2020 | bude oznámeno   |
| 36 | 36        | Bringing Up Baby L'impossible Monsieur Bébé         | bude oznámeno          | Tarik Hamdine | bude oznámeno                                                | 19. dubna 2020                 | bude oznámeno   |
| 37 | 37        | Stretched Too Thin Raplapla                         | Přetažený              | Tarik Hamdine | bude oznámeno                                                | 26. dubna 2020                 | 8. června 2020  |
| Po nacvičování nového společného chvatu se Masko rozbije a nedokáže se smrsknout na normální velikost a Axel s partou musí padlému lučadorovi pomoci najít jeho ztracenou sílu. |           |                                                     |                        |               |                                                              |                                |                 |
| 38 | 38        | From Below D'en bas                                 | Ze stoky               | Tarik Hamdine | bude oznámeno                                                | 26. dubna 2020                 | 10. června 2020 |
| Axel se snaží hlídat Luku a při tom ubránit dům před nejnovější příšerou doktora Nautila, což jsou chapadla, která utočí z každé vodovodní trubky a odpadu v domě! |           |                                                     |                        |               |                                                              |                                |                 |
| 39 | 39        | Winner Takes All Le jour du Luchador                | bude oznámeno          | Tarik Hamdine | bude oznámeno                                                | 3. května 2020 25. dubna 2020  | bude oznámeno   |
| 40 | 40        | Prepare for the Worst Prêt à tout...même le pire    | bude oznámeno          | Tarik Hamdine | bude oznámeno                                                | 3. května 2020 2. května 2020  | bude oznámeno   |
| 41 | 41        | Stuck on You                                        | bude oznámeno          | Tarik Hamdine | bude oznámeno                                                | 17. května 2020                | bude oznámeno   |
| 42 | 42        | Opposites Attract                                   | bude oznámeno          | Tarik Hamdine | bude oznámeno                                                | 17. května 2020                | bude oznámeno   |
| 43 | 43        | The Thing in the Wall                               | bude oznámeno          | Tarik Hamdine | bude oznámeno                                                | 24. května 2020                | bude oznámeno   |
| 44 | 44        | Madtrap                                             | bude oznámeno          | Tarik Hamdine | bude oznámeno                                                | 24. května 2020                | bude oznámeno   |
| 45 | 45        | To Tame the Perilous Skies! Haute voltige           | bude oznámeno          | Tarik Hamdine | bude oznámeno                                                | 31. května 2020 25. dubna 2020 | bude oznámeno   |
| 46 | 46        | Four Color Fallout                                  | bude oznámeno          | Tarik Hamdine | bude oznámeno                                                | 31. května 2020                | bude oznámeno   |
| 47 | 47        | Grin and Bear It                                    | bude oznámeno          | Tarik Hamdine | bude oznámeno                                                | 7. června 2020                 | bude oznámeno   |
| 48 | 48        | Green with Envy                                     | bude oznámeno          | Tarik Hamdine | bude oznámeno                                                | 7. června 2020                 | bude oznámeno   |
| 49 | 49        | Bring on the Bad Guys Le malade malgré lui          | bude oznámeno          | Tarik Hamdine | bude oznámeno                                                | 14. června 2020                | bude oznámeno   |
| 50 | 50        | Spies Like Us                                       | bude oznámeno          | Tarik Hamdine | bude oznámeno                                                | 14. června 2020                | bude oznámeno   |
| 51 | 51        | Return of the Thermometron 9000                     | bude oznámeno          | Tarik Hamdine | bude oznámeno                                                | 14. června 2020                | bude oznámeno   |
| 52 | 52        | Just Like Robots                                    | bude oznámeno          | Tarik Hamdine | bude oznámeno                                                | 14. června 2020                | bude oznámeno   |

### Druhá řada
Dne 23. ledna 2020 byl seriál prodloužen o druhou řadu.

## Webizody (2020)
| Č. v řadě | Původní název                   | Režie         | Premiéra ve USA (YouTube) | Premiéra ve Francii (YouTube) |
| --------- | ------------------------------- | ------------- | ------------------------- | ----------------------------- |
| W1        | A Titan Showdown Duel de Titans | Tarik Hamdine | 6. ledna 2020             | 27. dubna 2020                |
| W2        | A Great Hideout Bonne planque   | Tarik Hamdine | 9. ledna 2020             | 29. dubna 2020                |
| W3        | Emergency Urgence               | Tarik Hamdine | 15. ledna 2020            | 1. května 2020                |
| W4        | Power Chef                      | Tarik Hamdine | 17. ledna 2020            | 4. května 2020                |
| W5        | Boo! Bouh                       | Tarik Hamdine | 22. ledna 2020            | 6. května 2020                |
| W6        | Sarge Charge Sergent Charge     | Tarik Hamdine | 24. ledna 2020            | 8. května 2020                |
| W7        | Galileo Galiléo                 | Tarik Hamdine | 29. ledna 2020            | 11. května 2020               |
| W8        | Masko                           | Tarik Hamdine | 31. ledna 2020            | 13. května 2020               |
| W9        | Bearbarian Barbarours           | Tarik Hamdine | 5. února 2020             | 15. května 2020               |
| W10       | Bobbie Blobby Bobbie Blouby     | Tarik Hamdine | 7. února 2020             | 18. května 2020               |
| W11       | Beware of the Luka Gare au Luka | Tarik Hamdine | 12. února 2020            | 20. května 2020               |
| W12       | Slobot                          | Tarik Hamdine | 14. února 2020            | 22. května 2020               |
| W13       | Zoe Zoé                         | Tarik Hamdine | 19. února 2020            | 25. května 2020               |
| W14       | For Elite Only Mission d'élite  | Tarik Hamdine | 21. února 2020            | 27. května 2020               |
| W15       | Ride'Em Arrêt au stand          | Tarik Hamdine | 26. února 2020            | 31. května 2020               |
| W16       | Make Over Relooking             | Tarik Hamdine | 3. března 2020            | 1. června 2020                |
| W17       | Axel                            | Tarik Hamdine | 8. května 2020            | 5. června 2020                |
| W18       | Madcap                          | Tarik Hamdine | 3. června 2020            | 3. června 2020                |
| W19       | The Banister of Victory         | Tarik Hamdine | 22. května 2020           | bude oznámeno                 |